# Forte di Monte Ercole
Il Forte di Monte Ercole è stata una fortezza italiana costruita tra il 1904 e il 1913 sulla sommità dell'omonimo monte, a difesa del confine italiano con l'Impero austro-ungarico. Si trova presso l’abitato di Ospedaletto, nel territorio comunale di Gemona del Friuli, in Friuli-Venezia Giulia.

## Inquadramento geografico

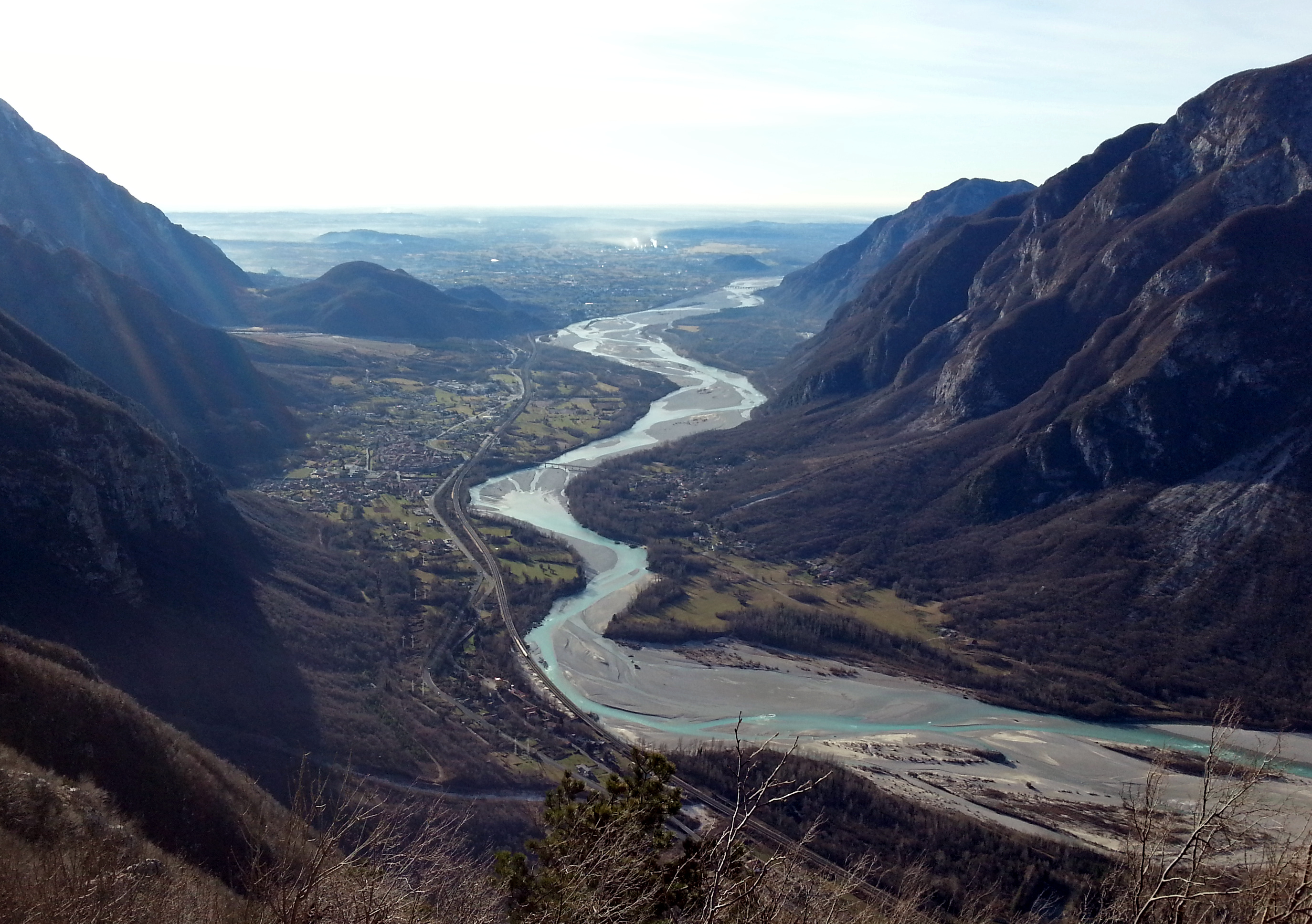
Al centro, il colle di Monte Ercole dall'osservatorio militare di Monte Soreli.

Situato vicino all'estremità settentrionale del settore pianeggiante detto Campo di Osoppo – Gemona, a nord della pianura friulana, il forte di Monte Ercole sorge ad una altitudine di 305 m s.l.m su uno dei piccoli rilievi che sovrastano il centro abitato di Ospedaletto, sulla propaggine ovest della catena montuosa del Chiampon-Stol.
La posizione strategica del complesso militare permetteva il controllo della principale via di accesso all’Italia dalle valli della Carnia o dal Canale del Ferro - Val Canale, ovvero la valle del Tagliamento. Questa, poco più a sud della confluenza con il fiume Fella, si restringe creando il passaggio obbligato della stretta di Venzone.
Da qui in poi la piana alluvionale si apre, non trovando ostacoli naturali fino al mare (fatta eccezione per i piccoli rilievi di Osoppo e Buja, del Monte di Ragogna e, più a sud, le basse colline dell’anfiteatro morenico glaciale, poco adatte ad allestire un sistema difensivo).

## Storia
Grazie alla sua posizione, la zona di Ospedaletto è da sempre un punto cruciale per la viabilità, offrendo inoltre comodo accesso a punti strategici per l'avvistamento e la difesa militare del territorio.
Tale valenza è storicamente documentata dall’uso che ne venne fatto ad esempio negli eventi bellici del 1809, durante la quinta coalizione, dove negli scontri con l’esercito austriaco vennero usati come postazioni di tiro dai francesi. (In una piccola altura vicina al centro del paese, sono ancora visibili resti di fortificazioni del periodo napoleonico.).

### La fortezza dell’alto Tagliamento

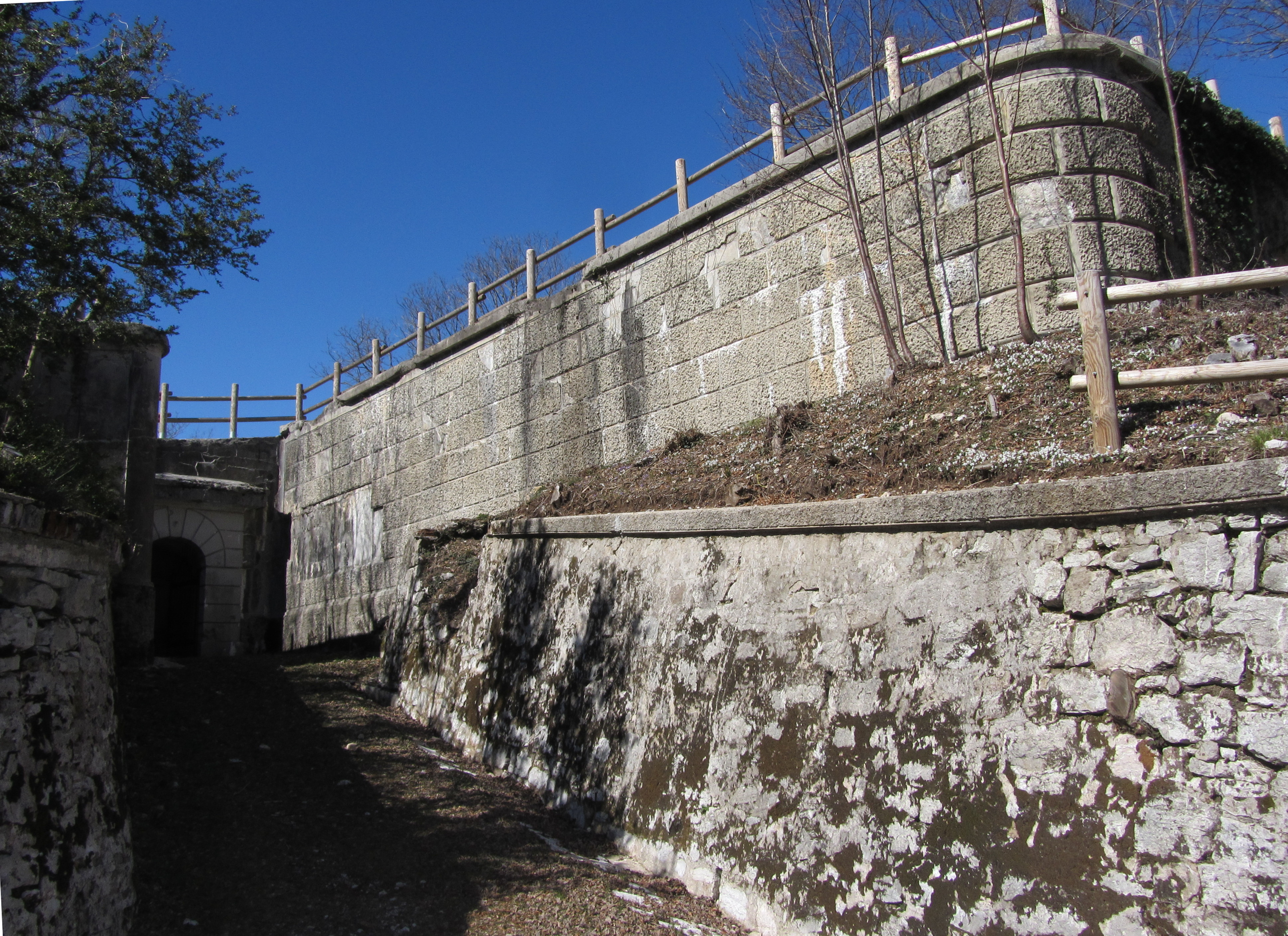
Ingresso alle batterie

La conformazione geografica di questo punto venne sfruttata anche nell’approntamento della fortezza dell’alto Tagliamento, ovvero del sistema di opere militari erette nei primi anni del XX secolo. Dopo la costituzione del Regno d’Italia, emerse la necessità di costruire un sistema difensivo dei suoi confini sul versante nord-orientale. A seguito di diversi fattori, principalmente le sfavorevoli condizioni economiche del nuovo stato, il primo progetto venne elaborato solo nei primi anni ottanta del XIX secolo, da una commissione presieduta dal generale Giuseppe Salvatore Pianell. Il cambiamento della situazione politica dopo la stipula degli accordi fra Italia ed Austria Ungheria comportò però la sospensione dei lavori. 
Il deteriorarsi dei rapporti instaurati con i confinanti e le attività di potenziamento della linea difensiva degli austriaci, fecero riemergere l’urgenza di organizzare la controparte sul lato italiano. Il capo di Stato maggiore generale Alberto Pollio, con l’avallo dell’allora ministro della guerra Paolo Spingardi, avviò negli anni 1904-1905 il piano per la realizzazione di un complesso difensivo efficiente, alla luce delle rinnovate teorie fortificatorie e dei veloci progressi tecnologici in ambito militare dell’epoca.
Nel settore Alto Tagliamento-Fella, il compito venne affidato alle fortezze di Monte Festa, Chiusaforte, Monte Ercole ed Osoppo. Queste erano coadiuvate da vari appostamenti di artiglieria dislocati sulle alture di Col Curnic, Monte Sflincjs, Monte Somp-Pave, Cumieli-Palombaro-Sella Sant'Agnese, aventi anche lo scopo di protezione degli accessi secondari contro eventuali tentativi di aggiramento.
Numerose le opere ausiliarie come gli osservatori dislocati sulle alture circostanti (Monte Soreli, Monte Brancot, Monte San Simeone).
A sud di questa linea difensiva venne progettato un secondo sbarramento detto "Piazza Medio Tagliamento", con sede del comando a Colloredo di Monte Albano, che comprendeva le opere tra Buja e i monti Bernadia, Campeon e Faeit. 
Il passaggio del Tagliamento sarebbe stato assicurato da doppia testa di ponte: sulla riva destra a Col Colat e sulla riva sinistra a Susans e a Monte di Ragogna. Le opere di Tricesimo, Fagagna, Modoletto, Santa Margherita di Gruagno e Col Roncone erano preposte al presidio dell'area collinare del medio Friuli.
In un sistema difensivo di questo tipo, ai forti detti “di interdizione”, è assegnato il compito di eseguire un bombardamento sistematico delle vie di comunicazione in punti strategicamente sensibili come valichi, ponti ecc. in modo da ritardare ed ostacolare l’avanzata di truppe nemiche. Possono inoltre servire da punto d’appoggio per logistica o difesa in caso di contrattacco.
A partire dal 1904, l'anno stesso in cui prese avvio l’edificazione del forte di Monte Ercole, sorsero lungo il confine orientale i primi cantieri delle batterie corazzate Rocchi, così chiamate dal nome del generale del genio che ne delineò i concetti costruttivi.
A dimostrazione di quanto fosse sentita la necessità di rinforzare questo settore basti pensare che, delle circa 48 opere costruite dal 1904 al 1913 lungo i confini italiani, ben 44 vennero realizzate lungo la frontiera con l'Austria.
Il compito del complesso di Ospedaletto era colpire le zone della stretta di Venzone lungo gli assi stradali e ferroviari della Pontebbana, del collegamento stradale Cavazzo – Interneppo – Bordano e, grazie alle postazioni ausiliarie di Monte Cumieli e Monte Palombaro, proteggere l’accesso di Sella Foredôr, possibile valico fra le valli del Torre ed il gemonese, sia pure solo parzialmente servito da strade carrabili.
La costruzione dell’”Opera del Monte Comielli”, come si trova denominato nei progetti militari, ebbe inizio l’8 ottobre 1904
con l’invio al municipio di Gemona, della richiesta dei dati relativi alle proprietà territoriali di interesse per la costruzione delle opere necessarie al rifornimento idrico del forte, da parte del Comandante della 6ª Compagnia 5º Reggimento Genio.
Meno di un mese dopo (3 novembre 1904), il Comando Divisione Militare di Padova decreta che la Direzione del Genio militare di Venezia è autorizzata ad effettuare l’occupazione immediata dei suddetti terreni.
Il 13 settembre 1905, ultimate le opere di presa e di ripartizione, viene decretata dal comune la concessione all’uso delle sorgenti per l’approvvigionamento della struttura militare.
L’effettivo avvio della costruzione del forte avverrà però solo dopo il 27 marzo 1908, data dell’avviso pubblico del Comune di Gemona della immediata occupazione delle proprietà interessate dai lavori.
L’ultimazione degli impianti avverrà solo fra gli anni 1913-1915, con l’installazione dei generatori elettrici.
Tra il febbraio e il maggio 1915 l'VIII reggimento Artiglieria, di stanza al forte, condusse una campagna di esercitazioni di tiro con obiettivo la Sella Foredôr.

### La Grande Guerra

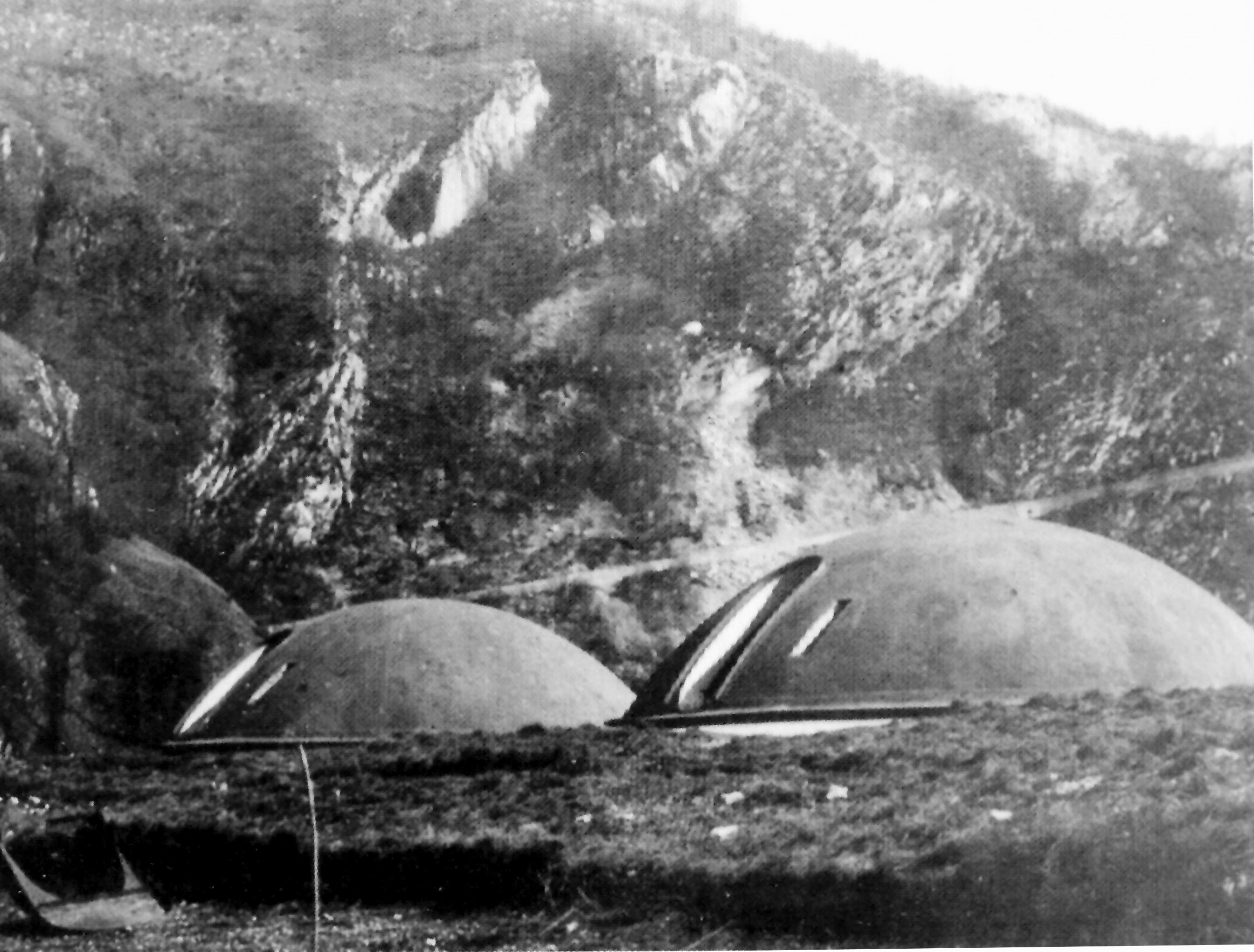
Le cupole disarmate del forte

Alla data dell’entrata in guerra dell’Italia nel 1915, il forte distava meno di 30 km in linea d’aria dal confine di stato che allora attraversava la città di Pontebba, ma nei primi anni del conflitto la Fortezza dell’alto Tagliamento non era stata coinvolta direttamente in azioni di battaglia. Lo spostamento della linea del fronte nella zona dell’Isonzo e del Carso comportò la necessità di impegnare in tale zona maggiori risorse, inducendo il comando italiano ad attingere agli armamenti dislocati nei forti del Gemonese.
A seguito dello sfondamento austro-germanico di Caporetto, la sera del 27 ottobre giunse al forte di Monte Ercole l'ordine di eseguire il completo il disarmo della struttura e lo spostamento delle bocche da fuoco oltre il Tagliamento al comando del tenente colonnello Ugo Cavallero. La postazione rimase così presidiata solamente dal maresciallo Aurelio Bergamino con una decina di uomini. 
Nei due giorni seguenti, nella grande concitazione della ritirata, si susseguirono ordini contrastanti fra quelli ricevuti dalle truppe del 2º battaglione del 49º reggimento fanteria comandato dal maggiore Francesco Morelli di stanza ad Ospedaletto (emessi dal generale Antonino Di Giorgio) e quelli impartiti dal comandante della 63ª divisione, generale Francesco Rocca. Questi, in data 29 ottobre 1917 diede infine disposizione di minare e far esplodere la fortezza ed il deposito di gelatina sul lago di Ospedaletto. Il comando, dopo aver eseguito l'evacuazione del paese, venne eseguito alle ore 16 dello stesso giorno.
Lo scoppiò provocò lesioni alle strutture del Priorato di Santo Spirito ed alle abitazioni del borgo.
Il giorno 29, la 22ª divisione Kaiserschützen eseguiva l’occupazione della zona.
Questa, condotta poi localmente da truppe ungheresi, terminò con la ritirata delle stesse, avvenuta il 6 novembre 1918.

### Seconda guerra mondiale

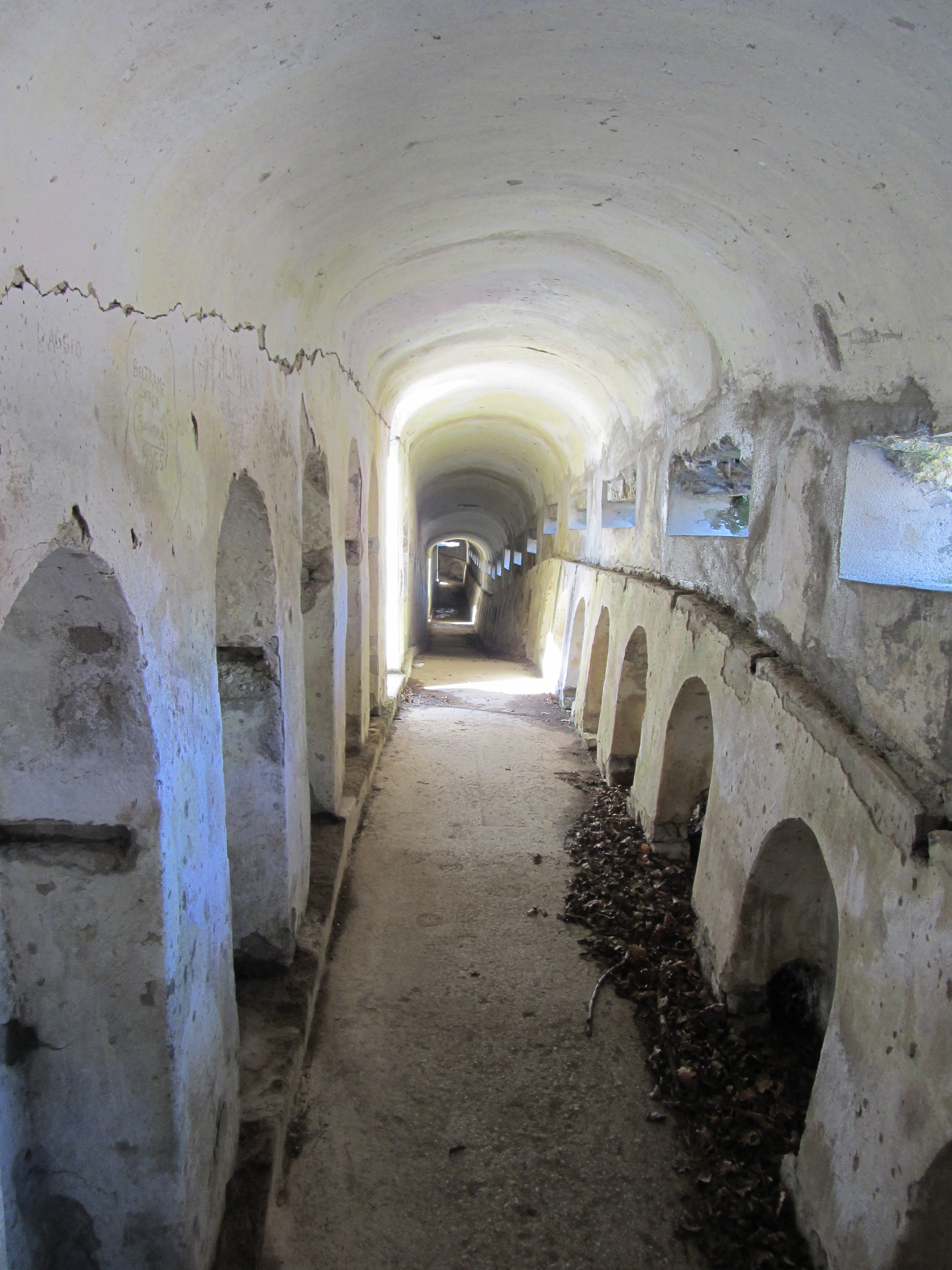
Galleria fucilieri

Durante l’ultimo anno della seconda guerra mondiale, la zona di Ospedaletto, occupata dall’esercito tedesco, divenne cantiere di una opera difensiva anticarro eseguita per impedire l’avanzata delle truppe alleate. Anche le strutture del forte vennero parzialmente riattate e furono eseguiti dei lavori di ampliamento per le postazioni e le riservette adiacenti al paese.

### La fortezza nel secondo dopoguerra
Gran parte degli elementi ferrosi ed architettonici salvatisi dalle esplosioni (come gli stipiti degli infissi) risultano essere stati asportati.
Nel secondo dopoguerra, il forte, rimasto demanio militare, ha vissuto un periodo dove l’incuria e la vegetazione avevano reso le opere quasi inaccessibili.
In occasione del centenario della prima guerra mondiale, il sito è stato oggetto di una opera di messa in sicurezza, pulizia, recupero e valorizzazione allestendo un percorso tematico arricchito con pannelli informativi ed una esposizione di immagini storiche. 
È inoltre stato inibito l’accesso alle polveriere e ad alcuni edifici che presentavano pericolo di crollo.

## Descrizione

### La struttura

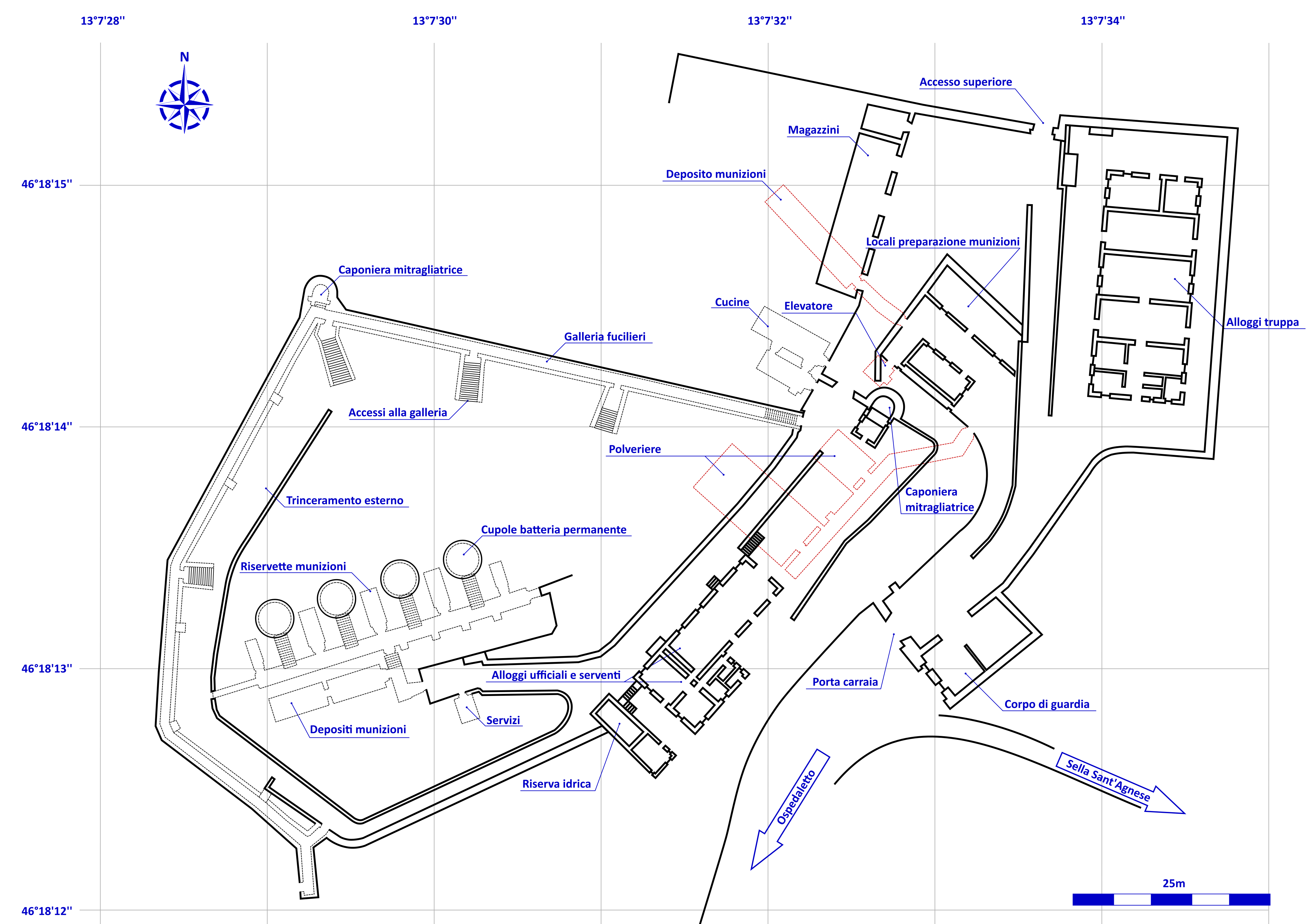
Planimetria del forte

Alla fine del XIX secolo, gli incessanti progressi delle tecnologie militari avevano reso obsoleta la generazione precedente delle fortezze, in quanto gli armamenti in uso disponevano di maggior gittata e precisione di tiro ed una capacità di distruzione delle protezioni mai raggiunta fino ad allora. Si rese quindi necessario il ricorso a materiali e soluzioni costruttive innovative.
Venne adottato il calcestruzzo cementizio per le opere murarie, mentre le corazze delle artiglierie adottarono forme tali da essere in grado di sopportare meglio un eventuale impatto.
Le modifiche progettuali tesero anche a ridurre le dimensioni complessive delle singole strutture che, in numero maggiore, si sarebbero coordinate nei suddetti sistemi difensivi.
Diversamente dalla maggior parte delle opere simili, in questa costruzione sono visibili degli accenni architettonici, come nei portali o nelle rifiniture delle murature esterne
Le caserme sono costruite in mattoni e pietra mentre per la batteria vera e propria è stato usato un conglomerato cementizio senza però apporto di armatura di ferro.

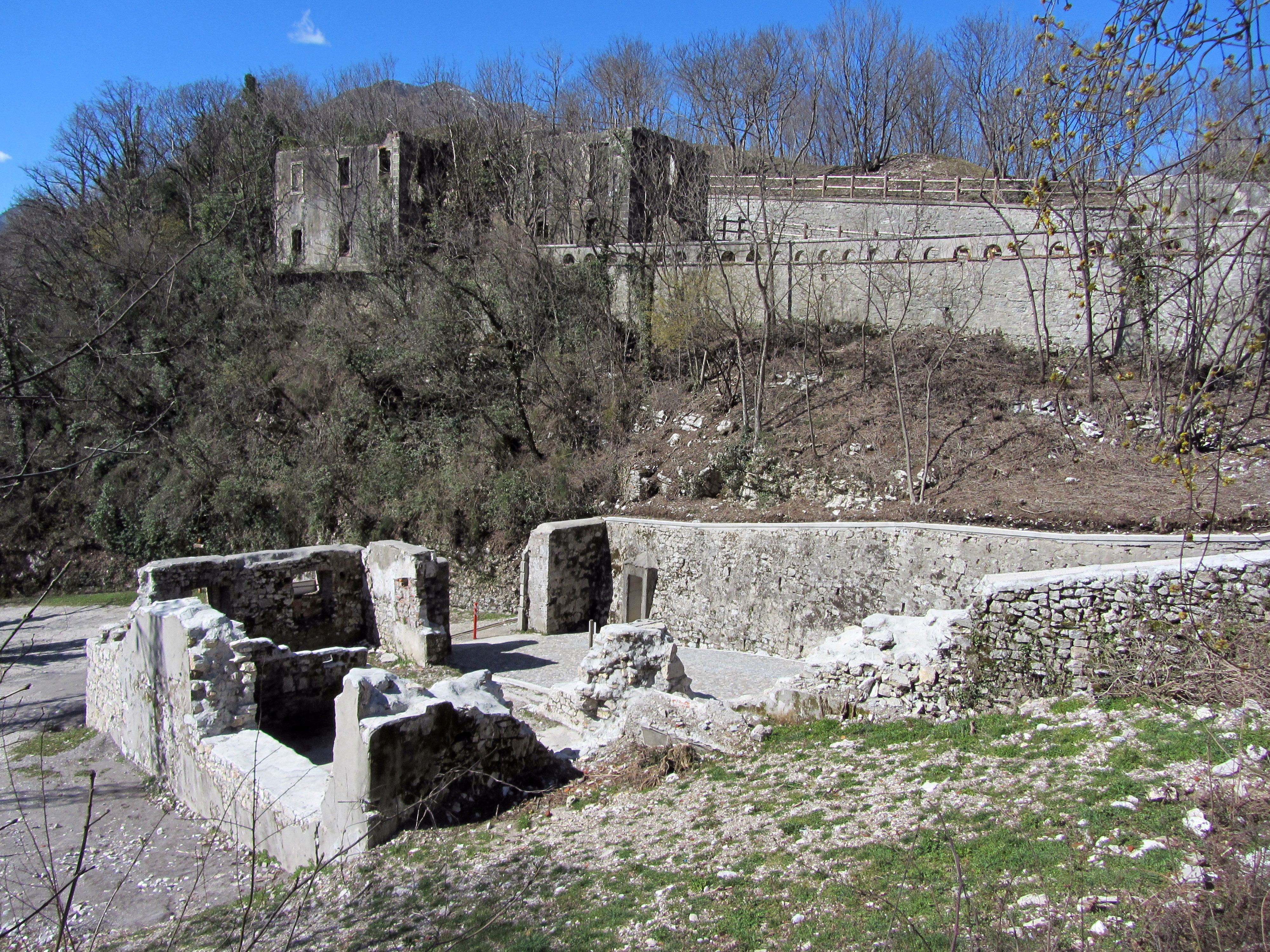
Corpo di guardia ed alloggio ufficiali

L’accesso al forte lungo la strada militare proveniente dall’abitato di Ospedaletto era vigilato da un primo corpo di guardia all’inizio della salita, circa 500 m dalla porta carraia. Poco oltre, la strada si biforca nei due rami che danno accesso alla fortezza dai suoi due ingressi. Quello meridionale era il principale e sede del corpo di guardia interno.
Il forte era strutturato in diversi blocchi separati che, sfruttando la conformazione naturale del terreno lo rendevano meno visibile. Suddiviso in due livelli, su quello più basso trovano posto lo stabile adibito agli alloggi della guarnigione; l’edificio, due piani in pietra e mattoni, non è fortificato in quanto costruito in posizione defilata rispetto al potenziale fuoco nemico, consentendo un notevole risparmio sui materiali.
 
Su questo livello vi sono i locali adibiti a deposito dei materiali occorrenti per la preparazione degli esplosivi e per il loro stoccaggio, entro gallerie con soffitti a volta, protette su tutti i lati da intercapedini ed intonacate. All’esterno di questi vi sono gli ambienti in cui avveniva il confezionamento delle munizioni e dei cartocci.
Queste venivano trasferite al livello superiore tramite un montacarichi.

Nel piazzale principale, che doveva essere pavimentato e forse dotato di copertura, si trovano gli ingressi di un basso edificio avente funzione di magazzino e forse scuderia per qualche animale da soma. Da questa spianata si accede alla parte corazzata tramite un breve viale difeso da una massiccia postazione che ospitava una mitragliatrice su treppiede, di tipo Gardner 1886. Prima dell’accesso, che era sbarrato da un cancello in ferro, si trovano le cucine.
Superato il varco si trova la scala di ingresso alla galleria fucilieri, gli alloggi ufficiali e quelli dei serventi al pezzo, il trinceramento esterno e l’ingresso alla batteria corazzata.
Quest’ultima era costituita dai quattro pozzi circa 4 m di diametro che ospitavano le cupole corazzate, accessibili tramite una breve rampa di scale ed affiancati ognuno da una riservetta munizioni.

La modesta elevazione e la facilità di accesso richiesero anche l’allestimento di un sistema di difesa vicina sui lati nord ovest e sud-ovest. Questa era strutturata in due livelli disposti: quello superiore, esterno, era protetto da un trinceramento in muratura e terra per tiratori in piedi. Il livello inferiore, collegato da quattro rampe di scale, era costituito dalla galleria fucilieri, mimetizzata dal terreno e con numerose postazioni dotate di feritoia e rastrelliera. All’angolo nord del tunnel, che segue un andamento poligonale, vi era una postazione per mitragliatrice in grado di garantire un eventuale tiro di fiancheggiamento.

L’approvvigionamento idrico era ottenuto dallo sfruttamento delle sorgenti del Monte Cumieli, concesso in convenzione dai comuni di Gemona e Venzone a partire dal 1905, che rifornivano due cisterne situate entro il perimetro.

### Armamento
L'armamento era composto da:

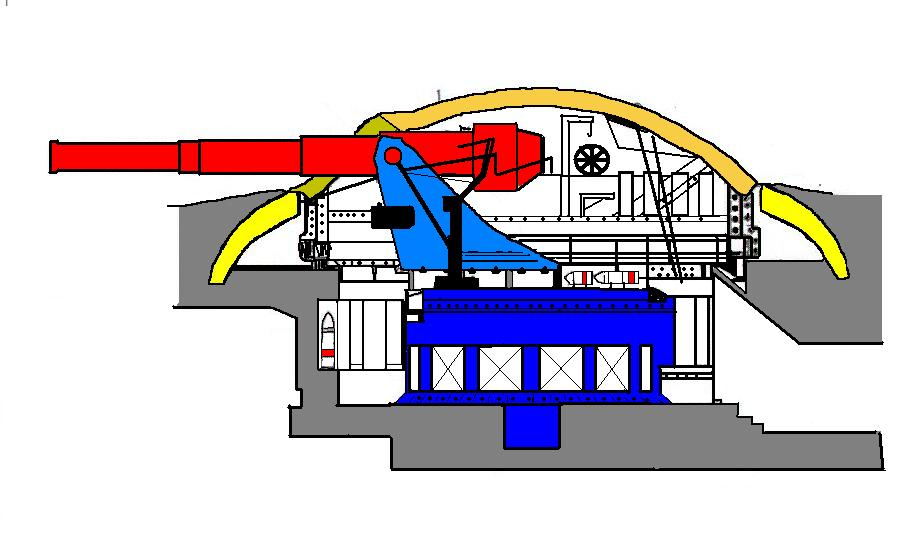
Schema di cannone da 149A in installazione corazzata Armstrong.

- Quattro cannoni calibro 149 mm tipo A in installazione entro cupole corazzate in acciaio al nichel di 140–160 mm di spessore del diametro di 4,75 m girevoli di 360 gradi e movimentate da motori elettrici (installazione tipo Armstrong), raggio di azione massimo 14.2 km.
- Quattro cannoni calibro 149 mm tipo G su affusti di assedio, in deposito al forte ed usati in postazioni di tiro esterne.
- Quattro cannoni da 87B per postazioni di tiro esterne, in deposito al forte ed usati in postazioni di tiro esterne.
- Due mitragliatrici su treppiede di tipo Gardner calibro 10.35, appostate entro due caponiere

### Opere ausiliarie

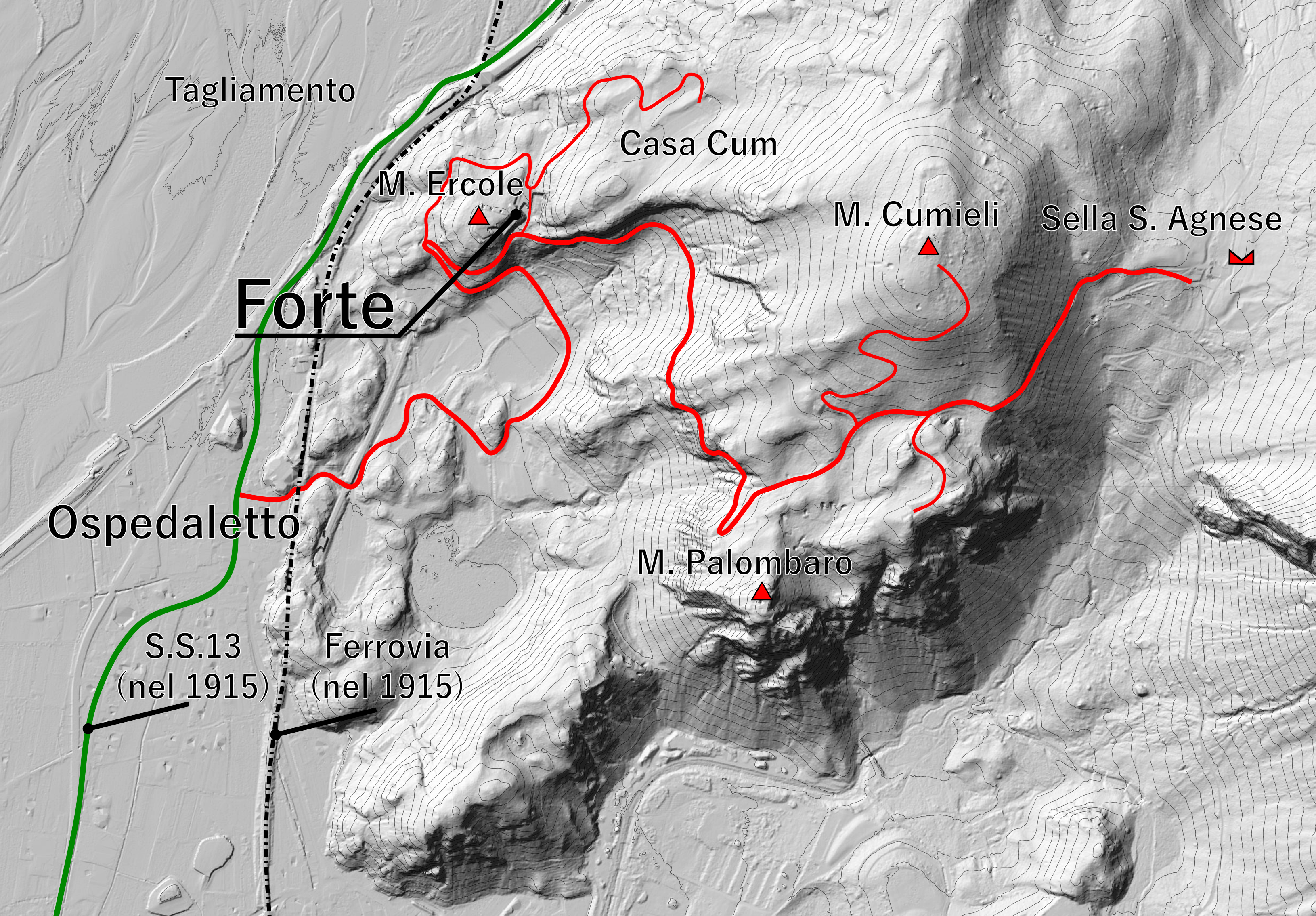
Complesso delle opere di forte di Monte Ercole

Le opere ausiliarie del sistema difensivo di Monte Ercole comprendevano:
- Un osservatorio con postazione di tiro per una batteria di armi antiaeree di medio calibro, posto sulla sommità del Monte Cumieli (571 m s.l.m.) armata con quattro cannoni da 149 G su affusti di assedio, di stanza al forte e dislocati all’occorrenza.[N 4]
- Appostamenti del Monte Palombaro consistenti in trinceramenti e caverne risalenti al 1916, predisposti per l’utilizzo delle stesse armi.
- Trinceramenti ed appostamento presso il pianoro di Casa Cum, predisposto per l’utilizzo delle stesse armi.
- La postazione di tiro presso la Sella di Sant’Agnese per quattro cannoni da 87B per la difesa del valico fra Gemona e Rivoli Bianchi, di cui non rimane alcuna traccia visibile. Probabilmente all’occorrenza era stato previsto l’utilizzo delle strutture civili esistenti.
- Postazione per armi leggere (mitragliatrice in caverna presso Costa Gringhiona, sopra Sella Sant’Agnese)
- Caverne con funzione di polveriera alla base del colle e riservette dislocate nei pressi delle postazioni di tiro delle artiglierie

Molto interessante inoltre la strada costruita a partire dal 1908 per collegare strutture. Lunga circa 3 km, si tratta di un’opera che ha richiesto lo sbancamento di voluminose porzioni del fianco della montagna, costruzione di terrapieni e gallerie.

## Vie d'accesso
La fortezza è raggiungibile a piedi tramite alcune comode strade sterrate, non percorribili da automezzi privati. L’accesso più breve è quello proveniente dal paese di Ospedaletto (1,3 km), alternativamente l’opera può essere raggiunta dal centro di Gemona attraverso la Sella di Sant’Agnese seguendo la panoramica strada militare facente parte delle opere di fortificazione (circa 6 km).

### Esplicative
1. ↑  Tale settore vallivo, per la sua genesi e per le caratteristiche morfologiche va considerato come a sé stante dal resto della pianura friulana
2. ↑  In teoria una batteria poteva impiegare fino a 165 uomini a cui vanno aggiunte le unità per la difesa vicina e gli ufficiali.
3. ↑  Tale soluzione è detta anche “alla Boera” – dal nome del conflitto in cui venne sperimentata l’efficacia della dissimulazione dei fucilieri.
4. ↑  Per la sua posizione predominante, usato anche durante la seconda guerra mondiale

### Bibliografiche
1. ↑   Federico Sgobino – Giuliano Mainardis – Enrico Chiussi 1983 p. 49.
2. ↑   pp. 327-365 Mathieu Dumas, Cenno su gli avvenimenti militari, ovvero saggi storici sulle campagne dal 1799 al 1814 Campagna del 1805, Volume 13, 1838.
3. 1 2   1992 p. 56, Parco naturale delle Prealpi Giulie.
4. ↑   1952 Del Bianco, La guerra e il Friuli.
5. ↑   2012 pp. 37-49 Marini, Camminando… verso Sant’Agnese e Ospedaletto.
6. 1 2   Pietro Simeoni, Ospedaletto dai Rivoli Bianchi alla Liberazione, Gemona, 2014.
7. 1 2   pp 16-19 Marco Pascoli, Opere militari della Grande Guerra - Itinerari nel Gemonese, Gemona, 2017.